# Prvenstvo ZNP 1934-1935
Il Prvenstvo Zagrebačkog nogometnog podsaveza 1934./35. (it. "Campionato della sottofederazione calcistica di Zagabria 1934-35") fu la sedicesima edizione del campionato organizzato dalla Zagrebački nogometni podsavez (ZNP), la ventiduesima in totale, contando anche le 4 edizioni del Prvenstvo grada Zagreba (1918-1919) e le 2 del campionato del Regno di Croazia e Slavonia (1912-1914, composto esclusivamente da squadre di Zagabria).
Questa fu la seconda edizione del Prvenstvo ZNP ad essere di seconda divisione, infatti le migliori squadre zagabresi militavano nel Državno prvenstvo 1934-1935, mentre i vincitori sottofederali avrebbero disputato gli spareggi per la promozione al campionato nazionale successivo.
Il torneo, chiamato 1/A razred ("Prima classe/A"), fu vinto dallo Šparta Zagabria, al suo primo titolo cittadino. Il campione della ZNP fu lo Slavija Varaždin, fu la seconda volta consecutiva che ad imporsi fosse una squadra della provincia.
Il campionato era diviso era diviso fra le squadre di Zagabria città (divise in 4 divisioni chiamate razred) e quelle della provincia (divise in varie parrocchie, župe). La vincitrice della 1. razred affrontava i campioni della provincia per il titolo sottofederale e la possibilità di accedere agli spareggi per la promozione nel campionato nazionale.

## Struttura
```
I termini "in casa" e "in trasferta" non hanno senso perché pochi club avevano un proprio stadio. Tutte le partite sono state giocate negli unici 4 stadi di Zagabria: 
Koturaška cesta
 (del 
Građanski
), 
Maksimir
 (del 
HAŠK
), 
Tratinska cesta
 (del 
Concordia
) e Miramarska cesta (del 
Viktorija
 e dello 
Željezničar
).
[
2
]
```

| 1º livello | Državno prvenstvo | 10 squadre |
| 2º livello | 1/A razred        | 8 squadre  |
| 3º livello | 1/B razred        | 8 squadre  |
| 4º livello | 2. razred         | 8 squadre  |
| 5º livello | 3. razred         | 9 squadre  |

## Classifica
```
Non è chiaro se fossero previste retrocessioni, in ogni modo nessuna squadra scese dalla 1/A razred. Le prime due (Šparta e Hajduk) passarono nella neoformata 
1. podsavezni razred 1935-36
 ("Prima classe sottofederale"), girone che vedeva coinvolte le migliori squadre di tutta la sottofederazione, non soltanto quelle della città di Zagabria.
```

|                   | Pos. | Squadra              | Pt | G  | V  | N | P  | GF | GS | QR    |
| ----------------- | ---- | -------------------- | -- | -- | -- | - | -- | -- | -- | ----- |
|                   | 1.   | Šparta Zagabria      | 24 | 14 | 11 | 2 | 1  | 51 | 11 | 4,636 |
|                   | 2.   | Hajduk Zagabria      | 16 | 14 | 7  | 2 | 5  | 24 | 14 | 1,714 |
|                   | 3.   | Jugoslavija Zagabria | 16 | 14 | 6  | 4 | 4  | 27 | 23 | 1,173 |
|                   | 4.   | Željezničar Zagabria | 15 | 14 | 5  | 5 | 4  | 22 | 11 | 0,500 |
|                   | 5.   | Viktorija Zagabria   | 14 | 14 | 5  | 4 | 5  | 15 | 19 | 0,789 |
|                   | 6.   | Uskok Zagabria       | 13 | 14 | 4  | 5 | 5  | 21 | 22 | 0,954 |
|                   | 7.   | Slavija Zagabria     | 9  | 14 | 4  | 1 | 9  | 19 | 50 | 0,380 |
|                   | 8.   | Derby Zagabria       | 5  | 14 | 2  | 1 | 11 | 12 | 41 | 0,292 |
| Fonte: exyufudbal |      |                      |    |    |    |   |    |    |    |       |

Legenda:
      Campione cittadino ed ammesso alla finale sottofederale.
  Partecipa agli spareggi.
      Retrocessa nella divisione inferiore.
Note:
Due punti a vittoria, uno a pareggio, zero a sconfitta.

## Provincia
Il campionato provinciale è stato vinto dallo Slavija Varaždin.

## Finale sottofederale
| Squadra 1        | Risultato   | Squadra 2       |
| ---------------- | ----------- | --------------- |
| Slavija Varaždin | 2 – 2 7 – 2 | Šparta Zagabria |

## Spareggio promozione
```
La vincente della 
ZNP
 (Slavija) sfida la seconda classificata del III gruppo (Hajduk Sarajevo) e la terza del V gruppo (HAŠK) delle 
qualificazioni al Državno prvenstvo 1935-1936
 per l'ultimo posto disponibile nel campionato nazionale. In semifinale sono a scontrarsi le due croate, mentre l'Hajduk Sarajevo accedede direttamente in semifinale.
[
3
]
```

| Squadra 1        | Totale     | Squadra 2     | Andata     | Ritorno    |
| ---------------- | ---------- | ------------- | ---------- | ---------- |
| SEMIFINALE       | SEMIFINALE | SEMIFINALE    | 24.11.1935 | 01.12.1935 |
| Slavija Varaždin | 2 – 3      | HAŠK Zagabria | 2 – 3      | 0 – 0      |
| FINALE           | FINALE     | FINALE        | 08.12.1935 | 15.12.1935 |
| Hajduk Sarajevo  | 4 – 6      | HAŠK Zagabria | 1 – 3      | 3 – 3      |